# Картофель дофин
Картофель дофи́н (фр. Pommes dauphine) — блюдо французской кухни, хрустящие картофельные шарики наподобие крокетов или кнелей, приготовленные путём смешивания картофельного пюре с пикантным заварным тестом, а затем обжаренные во фритюре при температуре от 170° до 180 °C.
Картофель дофин обычно подают к красному мясу или курице. Его часто можно найти в ресторанах, хотя во Франции картофельные шарики также можно купить в большинстве супермаркетов. Домашний вариант можно приготовить в духовке, чтобы избежать использования масла, но этот способ не является оригинальным.

## Этимология
Блюдо названо в честь дофина — титула жены дофина или наследника французского престола. Название pommes dauphine восходит к 1891 году и является производной формой названия pommes de terre à la dauphine, появившегося по крайней мере в 1864 году. 10 марта 1865 года кулинарный журнал La Salle à manger предлагает меню, содержащее «седло баранины по-английски (картофель а-ля дофин)». Рецепт появляется в École des cuisinières, méthodes élémentaires, économiques, третьей работе повара Урбена Дюбуа, опубликованной в 1871 году.

## Сравнение с аналогичными гарнирами
Подобные картофельные гарниры, которые можно использовать вместо картофеля дофин, включают pommes Noisette, картофель дюшес, крокеты и картофельное суфле. Картофель дофин уникален тем, что изделия сделаны из заварного теста, что делает их менее плотными. Pommes Noisette имеют похожую круглую форму, но сделаны только из картофеля и значительно меньше.